# América Arias López
América Arias López (Sancti Spíritus, 6 d'octubre de 1857—L'Havana, 23 d'abril de 1935), també anomenada América Arias de Gómez, va ser una filantropa i benefactora cubana, coneguda per les seves nombroses obres pietoses i de caritat, així com pel seu suport a diverses causes i publicacions. Va ser la primera dama de Cuba entre 1909 i 1913, com a esposa del president José Miguel Gómez y Gómez.

## Biografia
Va néixer 6 d'octubre de 1857 a Sancti Spíritus, en el si d'una família distingida i acomodada. Des dels inicis va donar suport a la causa independentista cubana, i va contribuir-hi amb suport material i de missatgeria, que feia arribar no només als combatents, sinó també a les famílies que passaven penúries a causa de la guerra i de l'estratègia de desgast del govern colonial. Durant aquest període va rebre el grau de capitana de l'exèrcit llibertador. Durant la seva joventut també es va casar amb el polític José Miguel Gómez y Gómez, amb qui compartia ideari, que va ser president de Cuba entre 1909 i 1913, de qui quedaria vídua d'ençà de 1921. El seu fill Miguel Mariano Gómez va ser alcalde de l'Havana el 1926 i president de Cuba el 1936, destituït per Fulgencio Batista.
Al llarg de la seva vida va practicar la caritat i va fer obres pietoses, esdevenint una notable benefactora al país, que va destacar per la seva senzillesa i humilitat. Hom l'ha considerat un model de virtut, altruisme i caritat. En l'àmbit religiós, va mostrar molt d'interès, juntament amb altres dames il·lustres del moment, en la construcció de l'església de la Mare de Déu de la Caritat del Cobre, patrona de Cuba; va contactar amb el director de la revista Bohemia per recaptar fons per a la construcció, que va resultar tot un èxit de participació. El 1913 fou aprovada la seva sol·licitud de donar el nom de la verge a l'església per part del papa, una iniciativa que va ser elogiada per part del religiós i escriptor Martín Leiseca i part de la premsa, que li va reconèixer la seva pietat i civisme exemplars.
En altres àmbits, va ser la primera presidenta honorària de l'Associació Nacional d'Infermeres de la República de Cuba, fundada el 1909. Gràcies al seu suport i al d'altres dones prominents, es va començar a dignificar i a respectar la feina de les infermeres a Cuba. També va donar suport a diverses revistes, com Brisas de Yayabo (1911-1913), editada a l'Havana per adreçada a la seva localitat natal, fet que demostra que sempre va mantenir la vinculació amb el seu lloc d'origen; i també va ser directora d'honor de la revista América (1929), batejada en el seu honor, fundada i editada per dones i dirigida per Clara Moreda Luis.
Va morir el 23 d'abril de 1935 a l'Havana.

## Homenatges
En vida seva, l'Hospital de la Maternitat de El Vedado, a l'Havana, va rebre el seu nom, una institució que va seguir la seva vocació humanitària auxiliant dones solteres, pobres i dones sense feina ni recursos. A Cuba hi ha diversos monuments i carrers que porten el seu nom, tant a la capital com en altres poblacions. Davant del Memorial Granma hi ha un parc que porta el seu nom, i en el centre d'aquest un bust, que va ser instal·lat per l'Oficina del Historiador de la Ciudad el febrer de 2002, obra de l'escultor Juan Salvador.